# Sunao Hozaki
Sunao Hozaki (født 14. marts 1987) er en japansk fodboldspiller, som spiller for den japanske fodboldklub SC Sagamihara.